# Piramida systemu kapitalistycznego

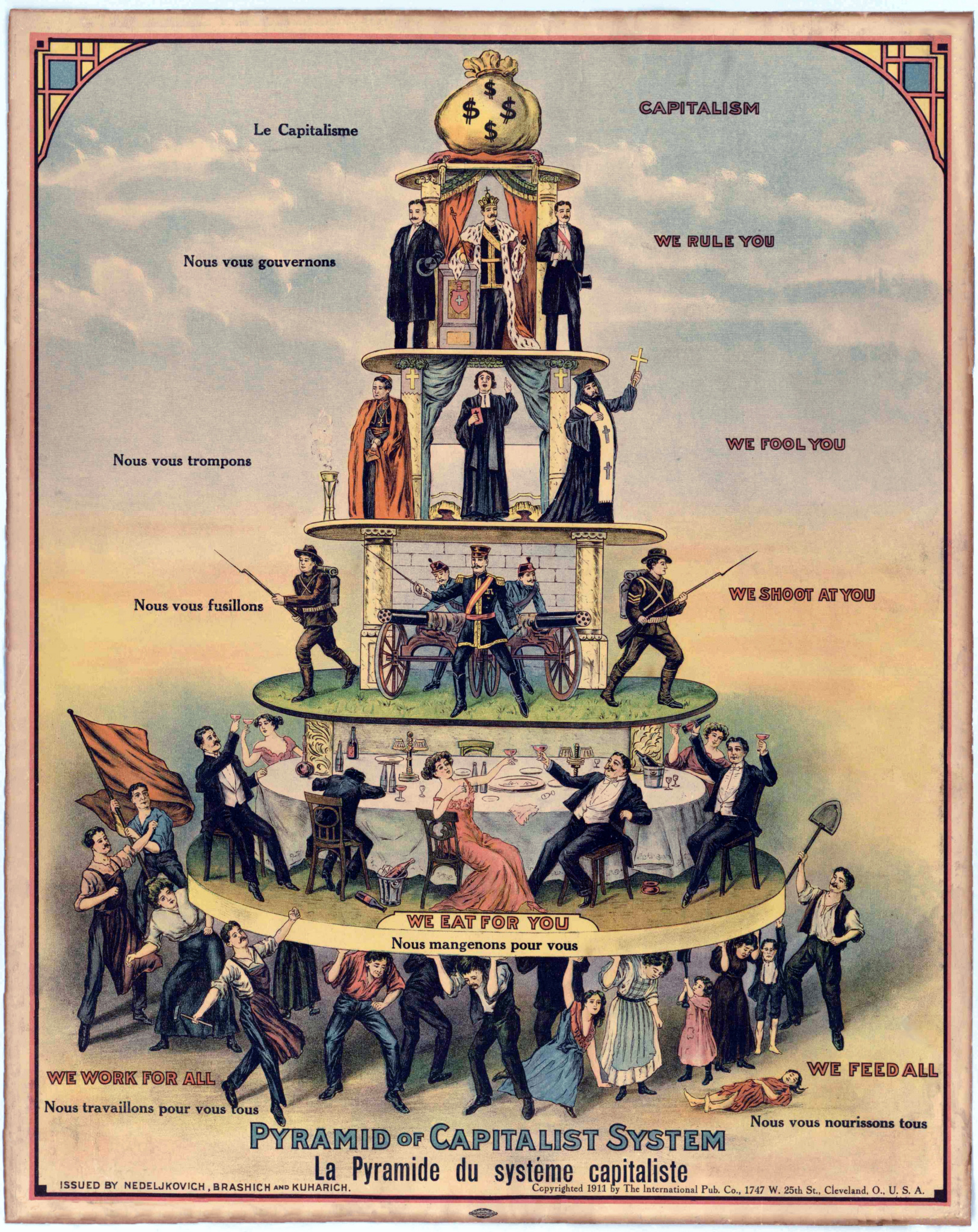
Piramida systemu kapitalistycznego

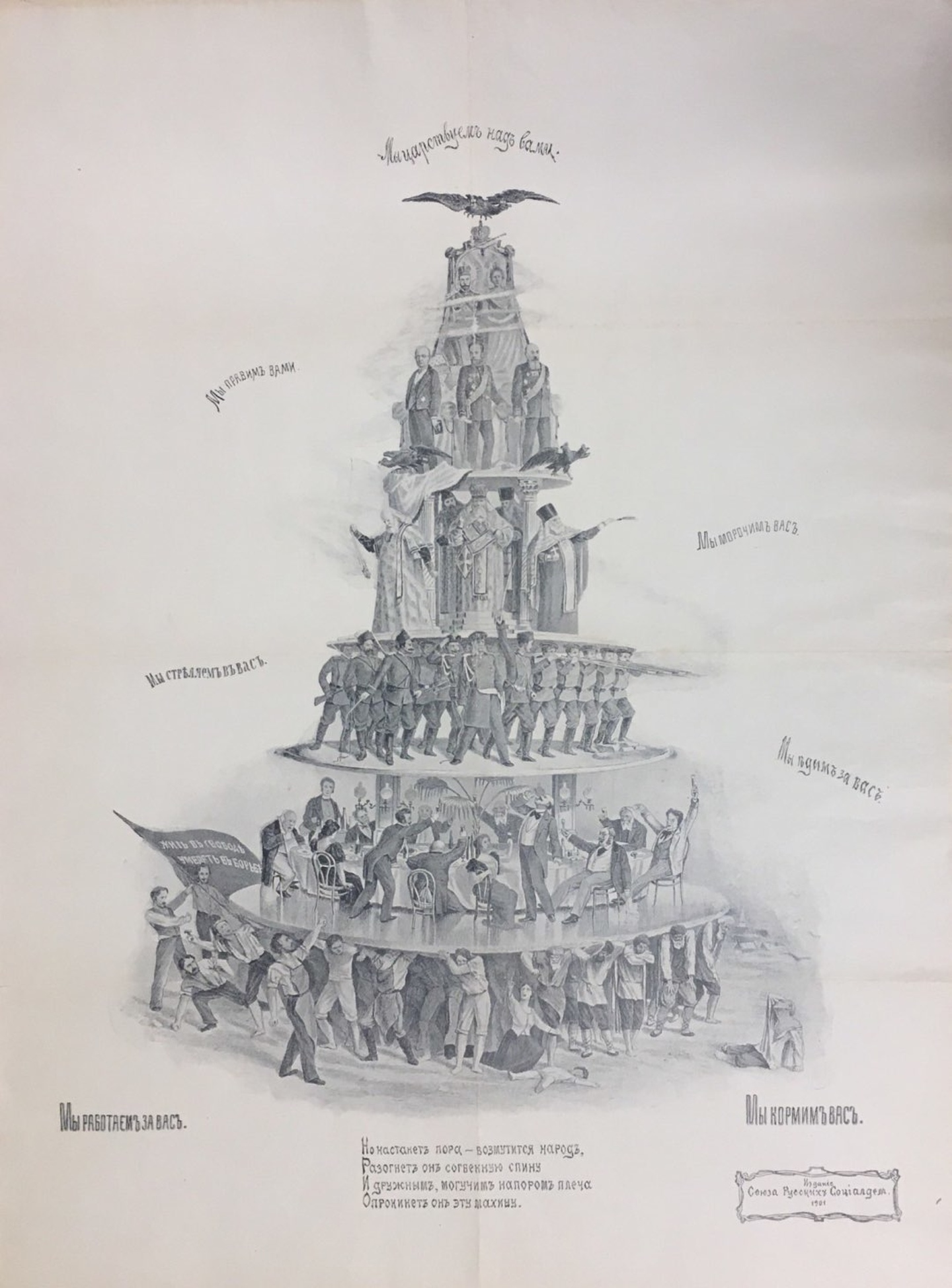
Rosyjska karykatura będąca wzorcem dla amerykańskiej

Piramida systemu kapitalistycznego (ang. Pyramid of Capitalist System) – słynna i wielokrotnie reprodukowana amerykańska karykatura z 1911 roku, krytyczna wobec kapitalizmu, skopiowana z rosyjskiej ulotki z około 1901 roku. 
Piramida opublikowana w gazecie Industrial Worker należącej do związku zawodowego Robotnicy Przemysłowi Świata, skupia się na stratyfikacji według klas i nierówności społecznych. Jej autorami są Nedeljkovich, Brashich i Kuharich.

## Opis
Karykatura pokazuje hierarchię społeczną, z nielicznymi bogaczami na szczycie i zubożałymi masami na dole, wraz z opisem po francusku z lewej i angielsku z prawej strony. Na samym szczycie piramidy znajduje się worek z pieniędzmi ze znakiem dolara, poniżej arystokracja i przywódcy państw („rządzimy wami”). Pod nimi znajduje się duchowieństwo („ogłupiamy was”), poniżej wojsko („strzelamy do was”), a pod nimi wytwornie ubrana burżuazja („jemy dla was”). Podstawa piramidy jest utrzymywana przez umęczonych robotników i chłopów („pracujemy dla wszystkich”, „żywimy wszystkich”).
Antykapitalistyczna praca oparta jest na starszych, podobnych karykaturach. W 1900 roku podczas kampanii wyborczej Belgijska Partia Robotnicza wykorzystała rysunek zatytułowany Pyramide à renverser („piramida, którą trzeba obalić”). Rok później ukazała się karykatura malarza Mikołaja Łochowa przedstawiająca hierarchię Imperium Rosyjskiego. W oryginale robotnicy podtrzymują piramidę na plecach, ze słowami: „Nadejdzie czas, kiedy ludzie w swojej wściekłości wyprostują zgięte plecy i zniszczą konstrukcję jednym potężnym pchnięciem ramion”. Różnice między rosyjskim oryginałem z 1901 roku a amerykańską wersją z 1911 roku obejmują zastąpienie: 
- dwugłowego czarnego orła symbolizującego Imperium Rosyjskie workiem z pieniędzmi,
- rosyjskiego cesarza Mikołaja II i cesarzowej Aleksandry bardziej ogólnym trio (arystokracja i przywódcy państw w garniturach),
- dwóch z trzech prawosławnych popów katolickim kardynałem i protestanckim pastorem oraz Cesarskiej Armii Rosyjskiej ogólną grupą żołnierzy.

Dodatkowo w amerykańskiej wersji nie ma rewolucyjnych słów. Natomiast na obu karykaturach leżące dziecko i dzieci-pracownicy symbolizują trudną sytuację robotników, a czerwony sztandar przez nich trzymany, symbolizuje powstanie ruchu socjalistycznego.
Podstawowym przesłaniem piramidy systemu kapitalistycznego jest krytyka tego systemu i obraz proletariatu na którym opiera się cała reszta. Gdyby proletariusze usunęli się z piramidy, mogliby obalić istniejący porządek społeczny. Ten rodzaj krytyki kapitalizmu przypisywany jest francuskiemu socjaliście Louisowi Blancowi.